# فرش‌مرجان‌سانان
فرش‌مرجان‌سانان (نام علمی: Zoantharia) نام یک راسته از زیررده شش‌مرجانیان است.